# 扎爾諾維茨湖

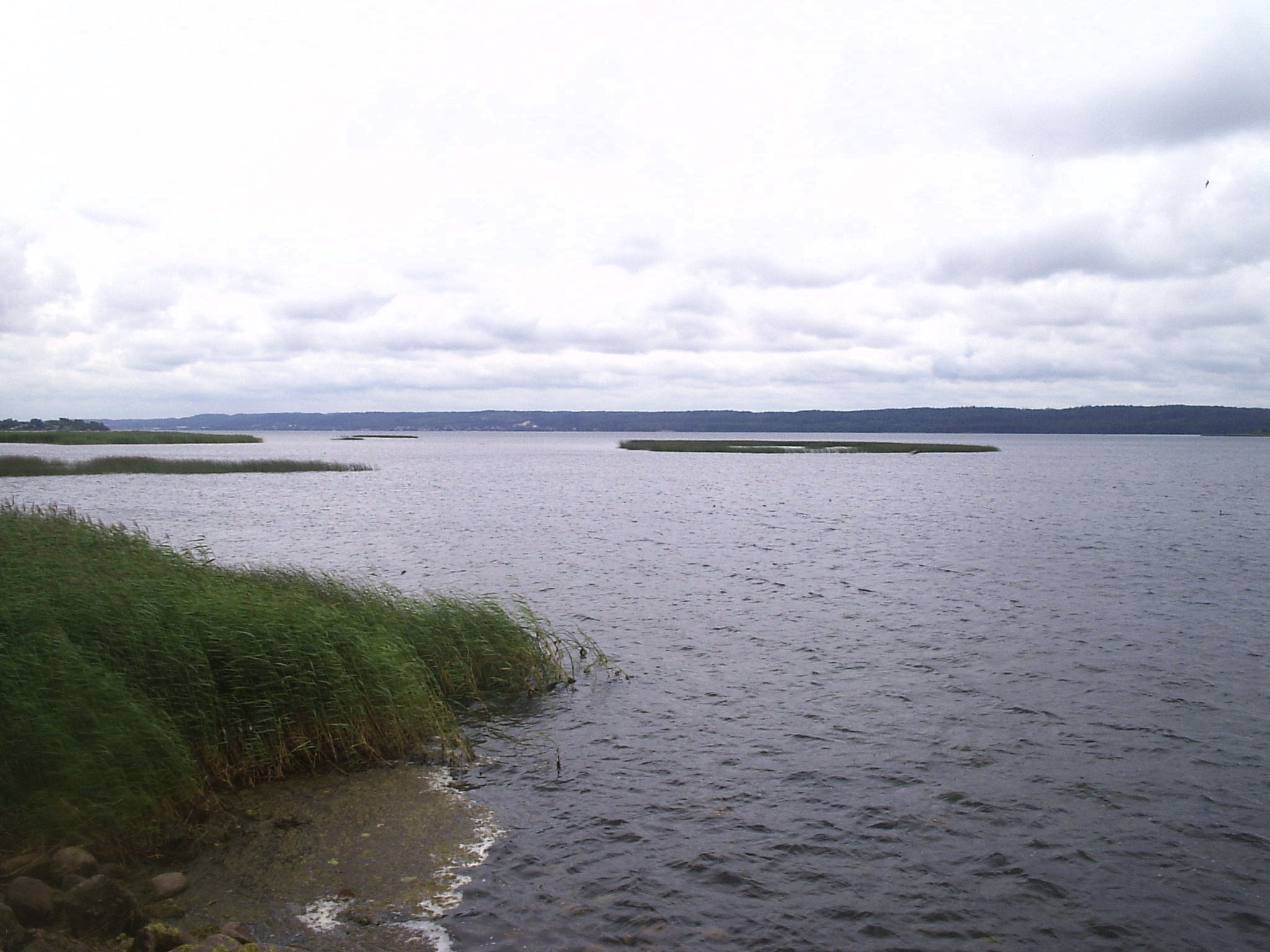

54°45′47″N 18°03′11″E / 54.763°N 18.053°E
扎爾諾維茨湖（波蘭語：Jezioro Żarnowieckie）是波蘭的湖泊，位於該國北部，處於濱海省，長7.6公里、寬2.6公里，面積14.3平方公里，海拔高度1.5米，最大水深19.4米。